# Nivaagaards Malerisamling
Nivaagaards Malerisamling är ett privat danskt konstmuseum, vilket godsägaren Johannes Hage grundade genom att tillgängliggöra sin privata konstsamling för allmänheten. 
Museet, som ligger vid Nivågård i Nivå, inrättades 1908 som en självägande institution. Det drivs numera av Bergiafonden. Den ursprungliga byggnaden är från 1903 och ritades av Johan Schrøder (1836-1914). Den utvidgades 1989 och 1992 med David Bretton-Meyer (född 1937) som arkitekt.
På museet finns konstverk från den italienska och nordeuropeiska renässansen, den holländska barocken och den danska guldåldern. Den danska samlingen omfattar verk av bland andra  Nicolai Abildgaard, Jens Juel, C.W. Eckersberg, Constantin Hansen, Christen Købke, J.Th. Lundbye, Wilhelm Marstrand, Martinus Rørbye och H.W. Bissen. 
Bland konstnärer från andra länder som finns representerade märks Rembrandt, Jan Steen, Egbert van Drielst, Jan van Goyen, Pieter de Hooch, Gabriel Metsu, Salomon van Ruysdael, Lucas Cranach den äldre, Pieter Brueghel den yngre, Giovanni Bellini, Tizian och Claude Lorrain.
År 1999 blev samlingens verk av Rembrandt och Bellini stulna i en känd konstkupp, som ledde till kritik mot den bristande säkerheten på platsen. Senare kom dock konstverken tillbaka. Kuppen gav stoff till filmen Rembrandt.

## Bildgalleri

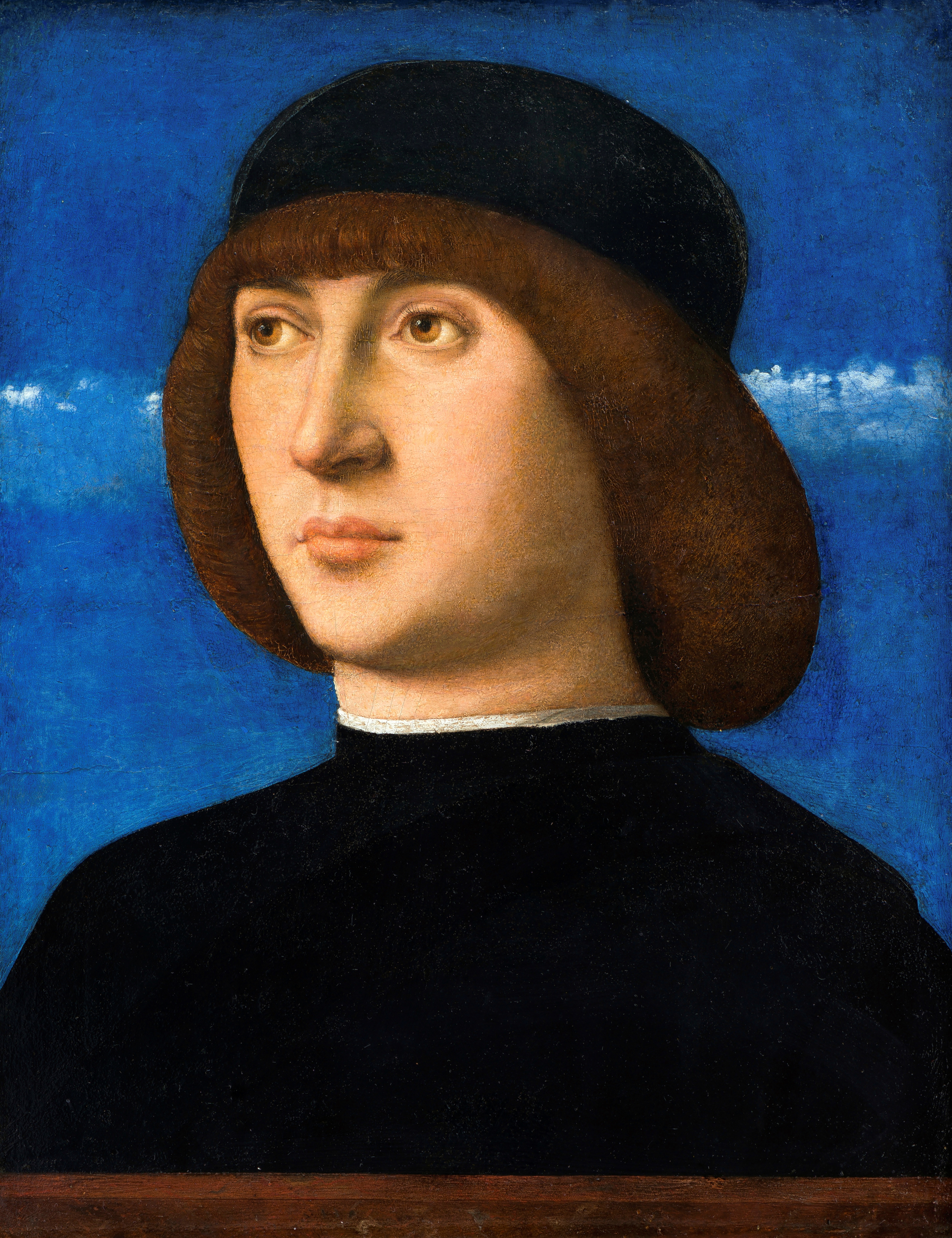
Giovanni Bellini: Porträtt av en ung man, omkring 1500
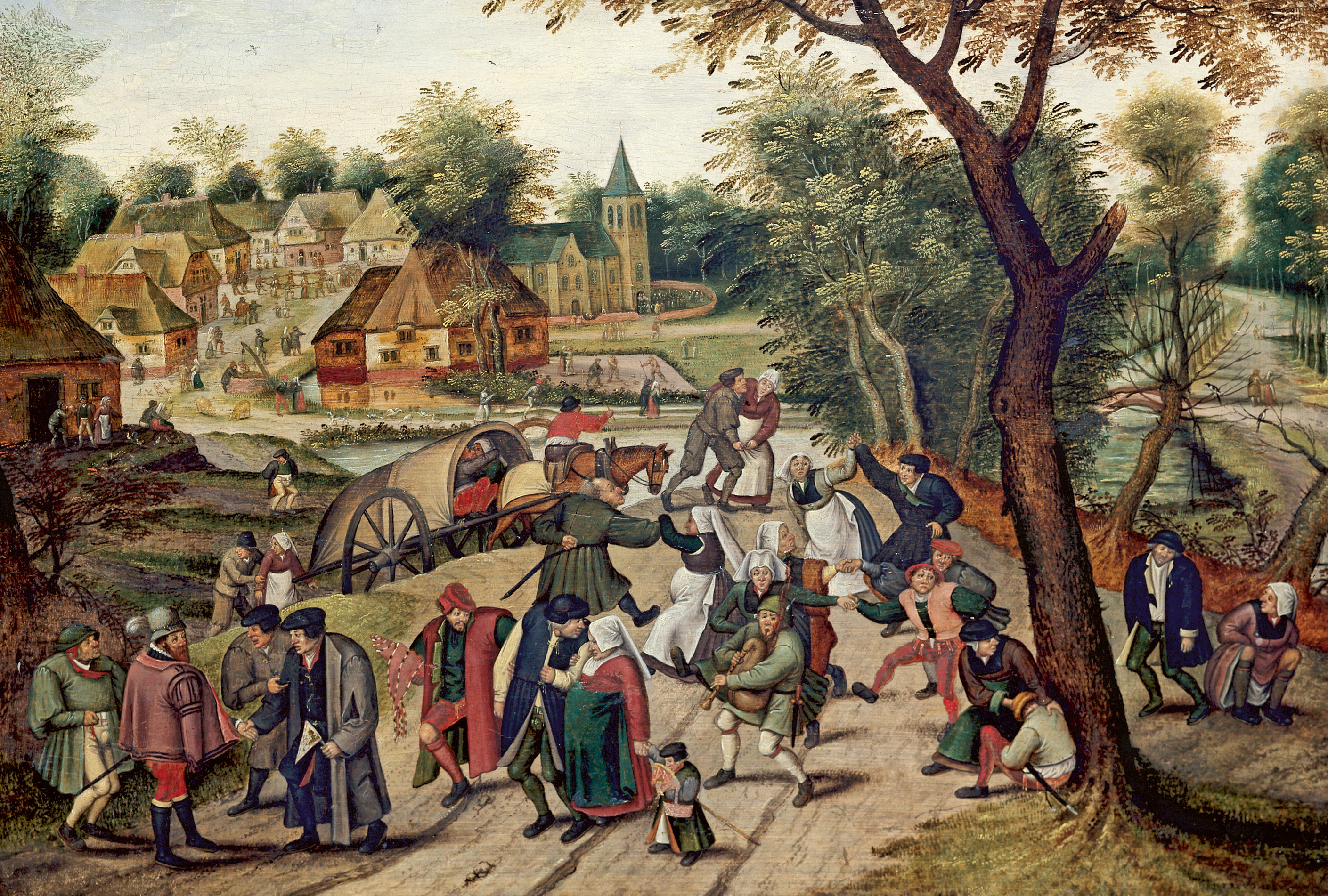
Pieter Bruegel den yngre: Hemfärd från Kermesse, före 1638
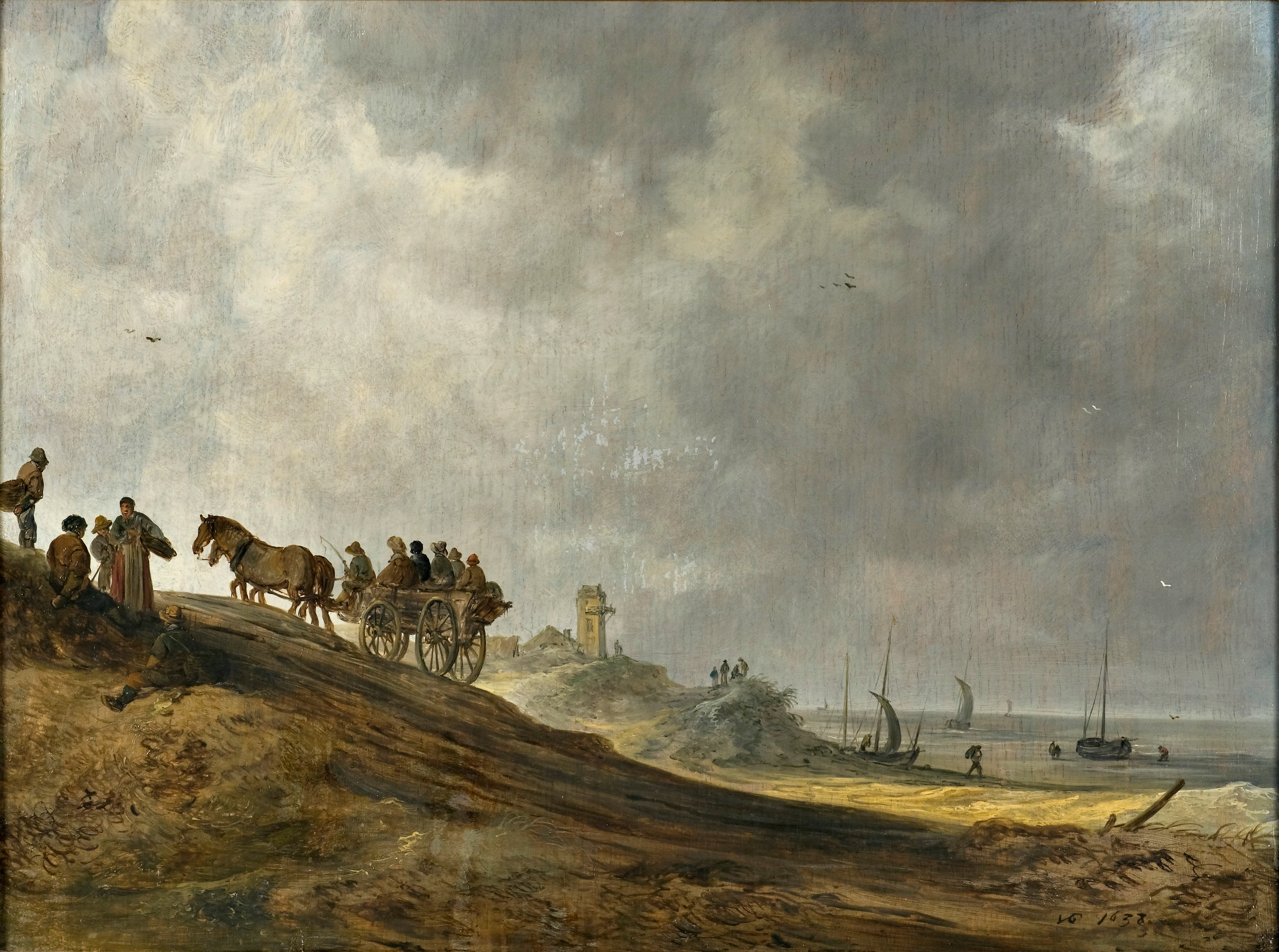
Jan van Goyen: Strandbild, 1638
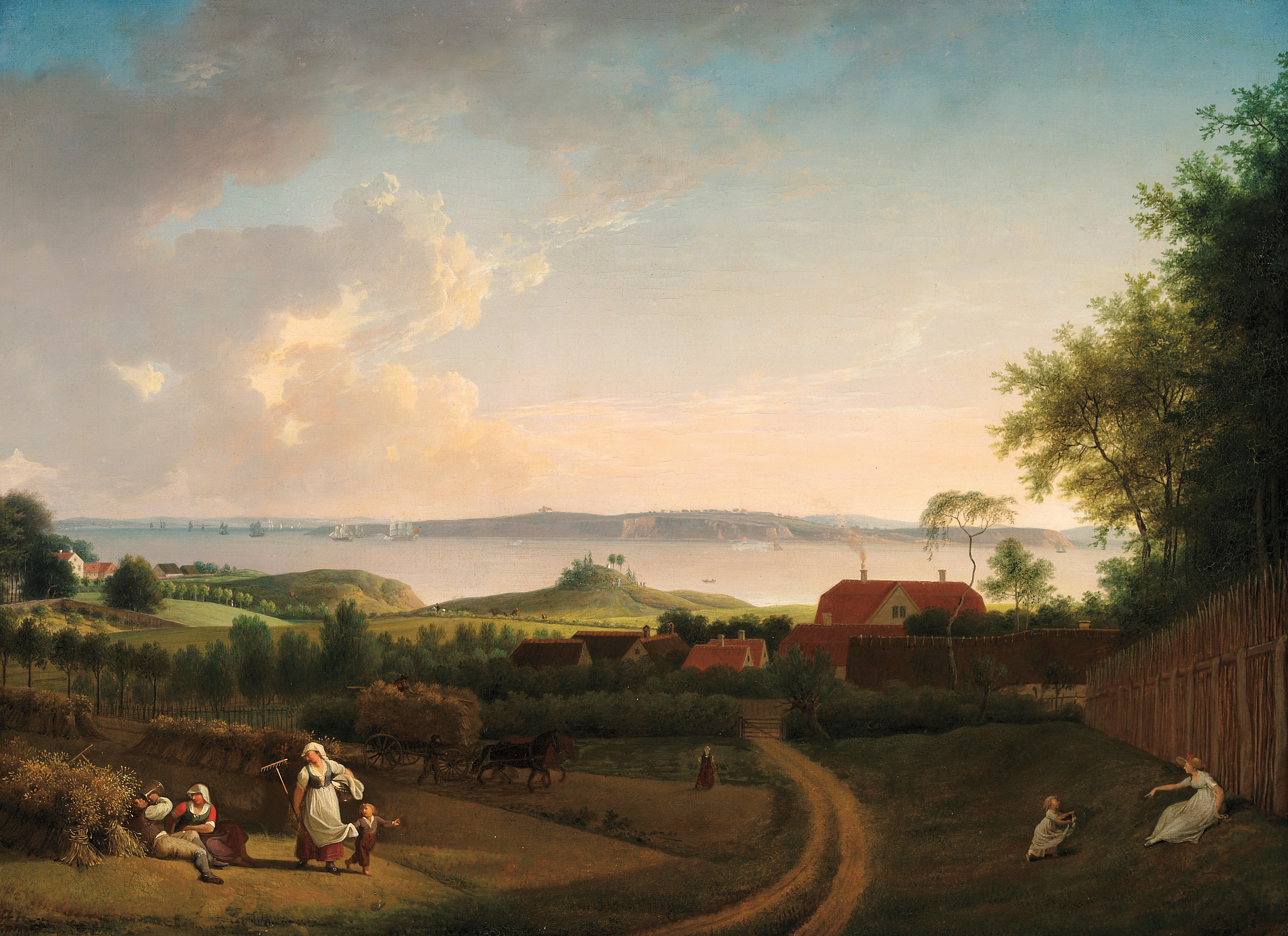
Jens Juel: Landskap vid Öresund, omkring 1800
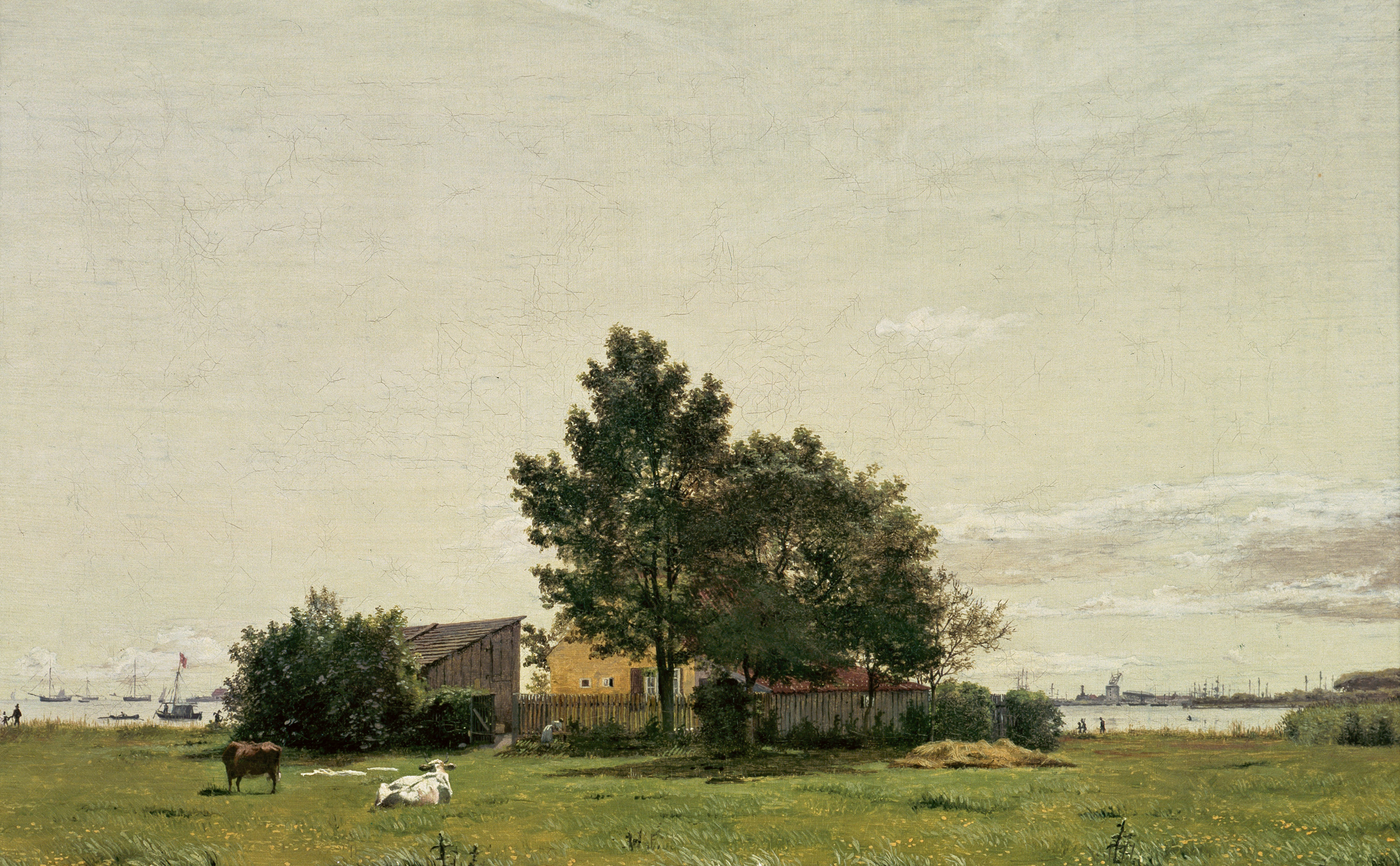
Christen Købke: Parti i nærheden af Kalkbrænderiet med udsigt mod København, 1836
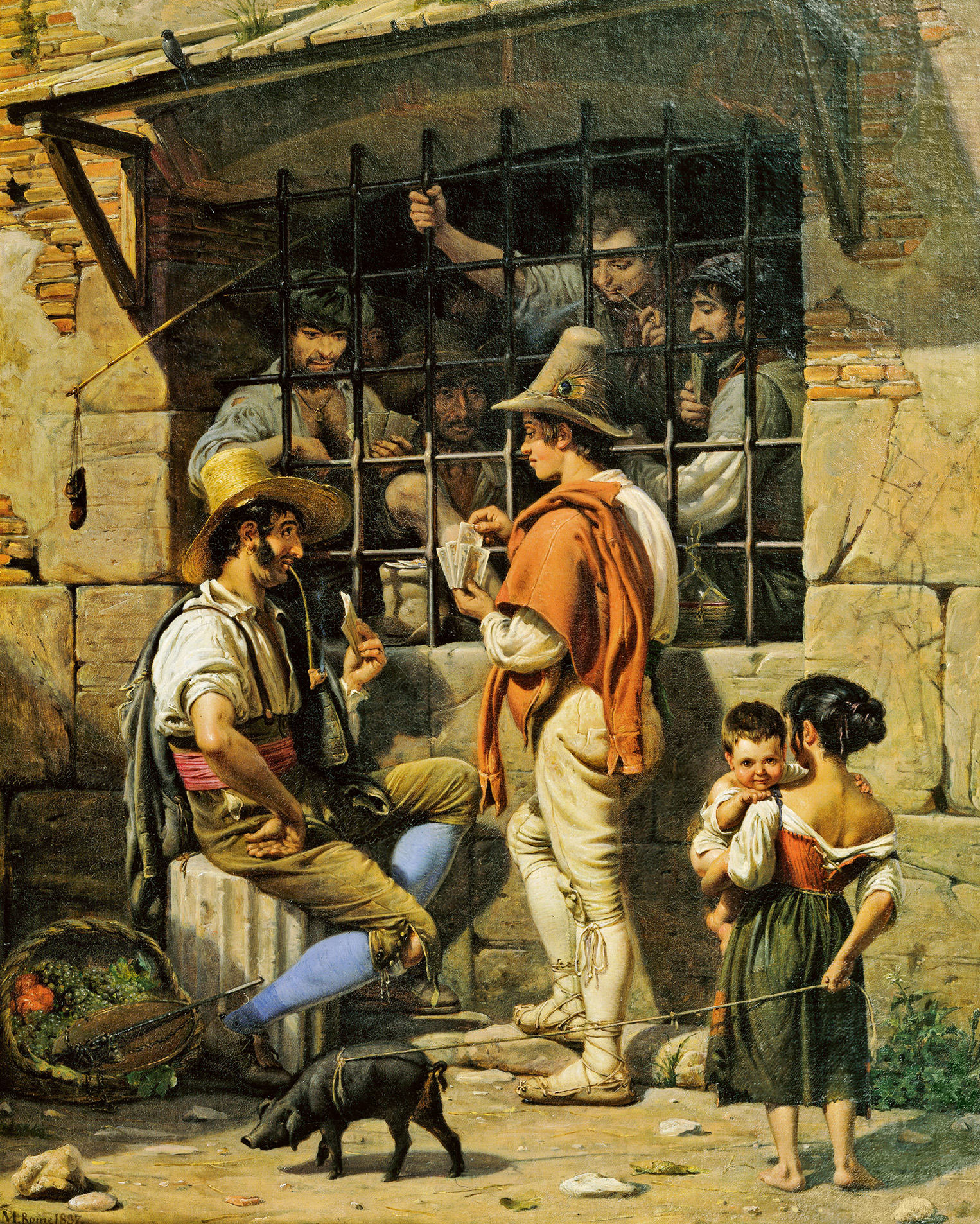
Wilhelm Marstrand: En fängelsescen från Rom, 1837
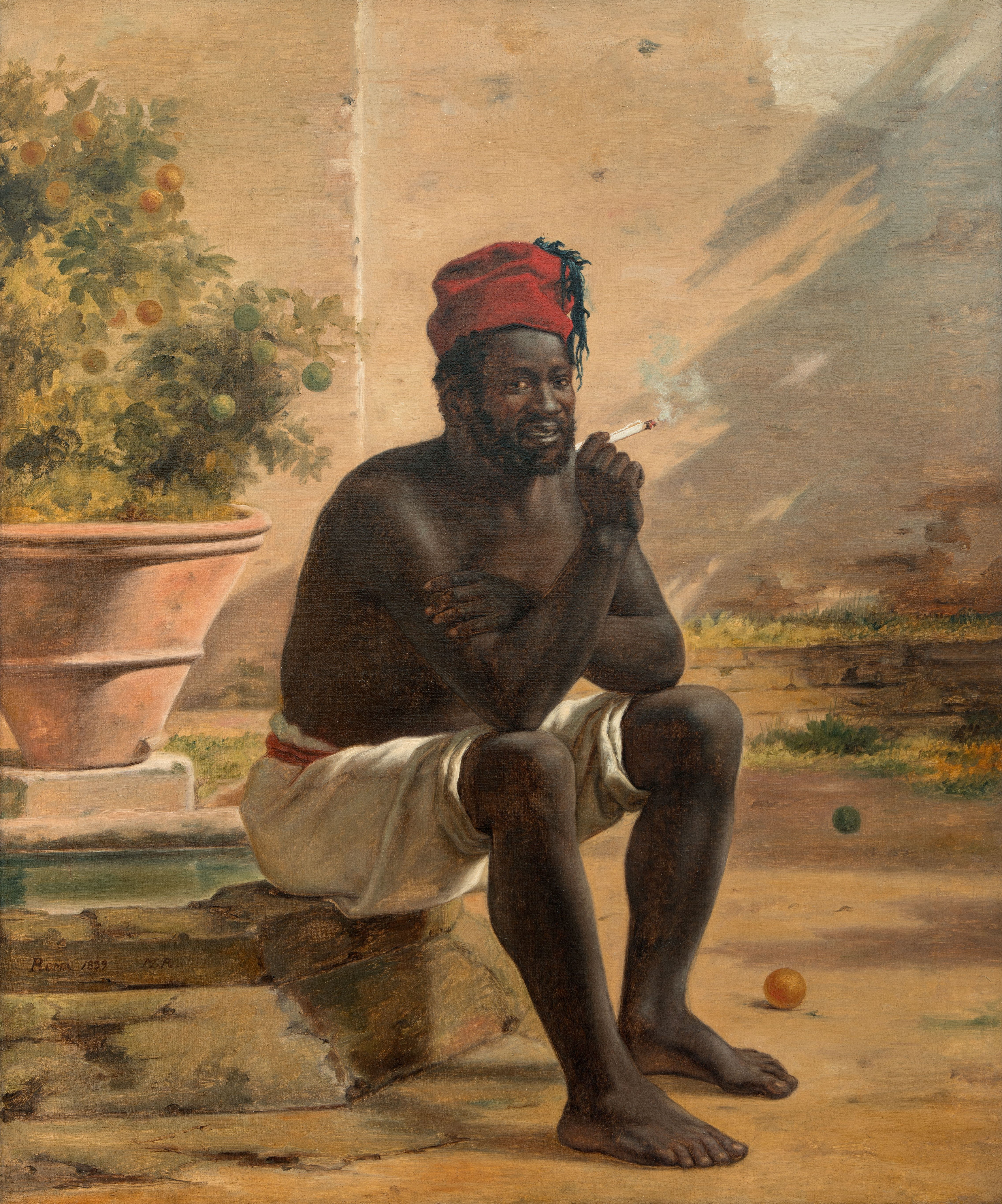
Martinus Rørbye: En sittande nubier, 1839
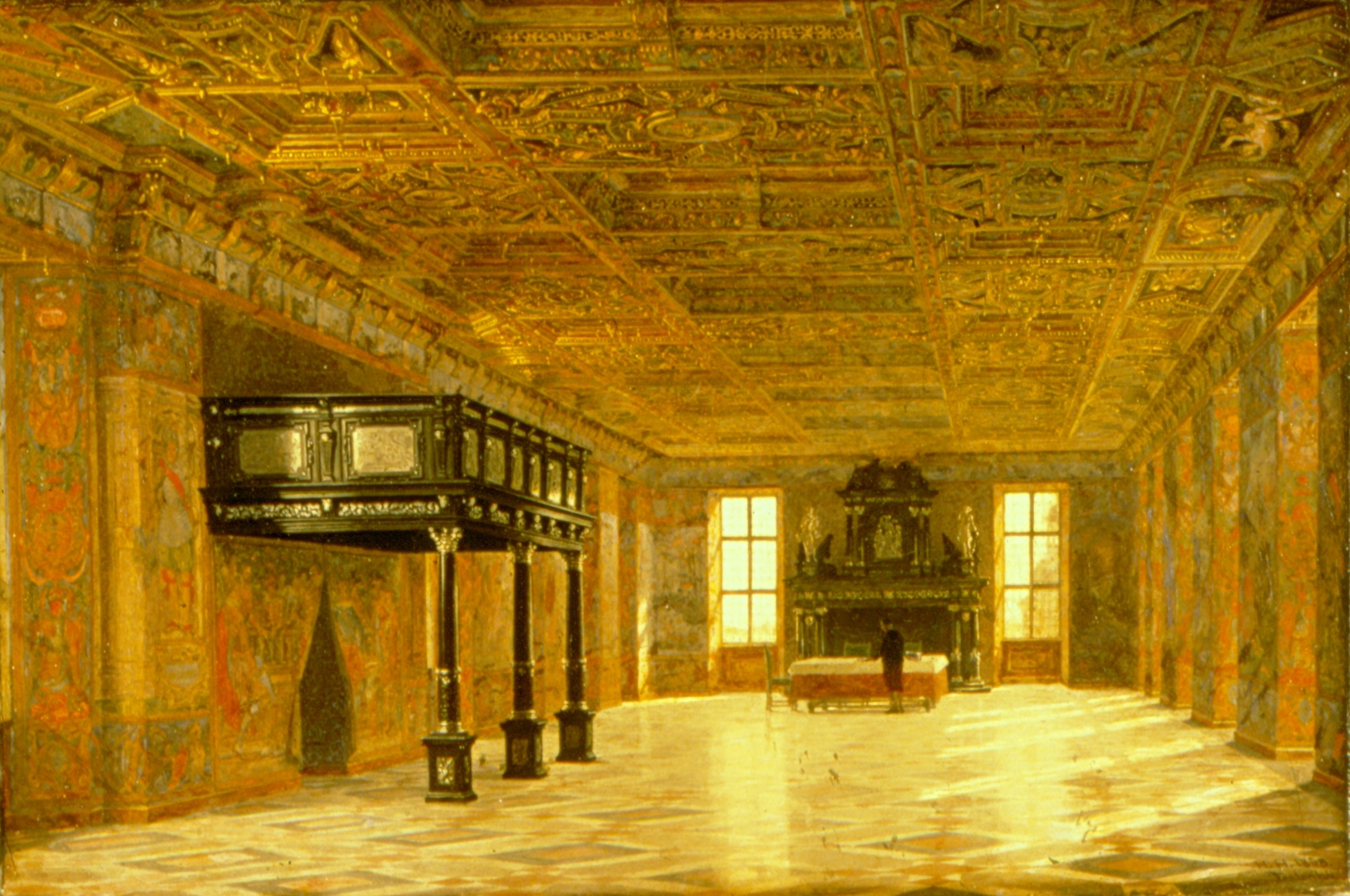
Heinrich Hansen: Riddarsalen på Frederiksborg Slot, 1859